# La Taha
La Taha és un municipi situat en la part central de l'Alpujarra (província de Granada) constituït el 1975 de la unió de Pitres (amb l'annex de Capilerilla), Ferreirola (amb l'annex d'Atalbéitar) i Mecina-Fondales (compost per Mecina, Mecinilla i Fondales), després de la seva desaparició com municipis independents.
Limita amb els municipis de Capileira, Pórtugos, Busquístar, Almegíjar, Torvizcón, Órgiva, Pampaneira i Bubión. Pel seu terme municipal passen els rius Guadalfeo, Trevélez i Poqueira.
El dia 16 d'Agost són les festes de Sant Roc, patró de Pitres. On es realitzen diferents activitats entre elles la tradicional Processó del sant pels carrers del poble, acompanyat per la "Associación Musical de La Taha", i conjuntament per traques i coets.